# Zaphne implicata
Zaphne implicata är en tvåvingeart som först beskrevs av Huckett 1944.  Zaphne implicata ingår i släktet Zaphne och familjen blomsterflugor. Inga underarter finns listade i Catalogue of Life.